# Clara Pijolet
Clara Pijolet (2 febbraio 1998) è un'ex sciatrice alpina francese.

## Biografia
Specialista delle prove tecniche originaria di Gières e attiva dal febbraio del 2015, in Coppa Europa la Pijolet ha esordito il 30 gennaio 2017 a Châtel in combinata (58ª), ha colto l'unico podio il 1º febbraio 2019 a Tignes in slalom parallelo (2ª) e ha preso per l'ultima volta il via il 17 marzo successivo a Folgaria in slalom speciale (28ª). Si è ritirata all'inizio della stagione 2019-2020 e la sua ultima gara è stata uno slalom gigante FIS disputato il 19 settembre a Cerro Castor; non ha debuttato in Coppa del Mondo né preso parte a rassegne olimpiche o iridate.

## Palmarès

### Coppa Europa
- Miglior piazzamento in classifica generale: 81ª nel 2019
- 1 podio:
  - 1 secondo posto